# Szczytniki (przystanek kolejowy)
Szczytniki (biał. Шчытнікі, ros. Щитники) – przystanek kolejowy w rejonie brzeskim, w obwodzie brzeskim, na Białorusi. Leży na linii Brześć – Białystok.